# Gladstone's Library

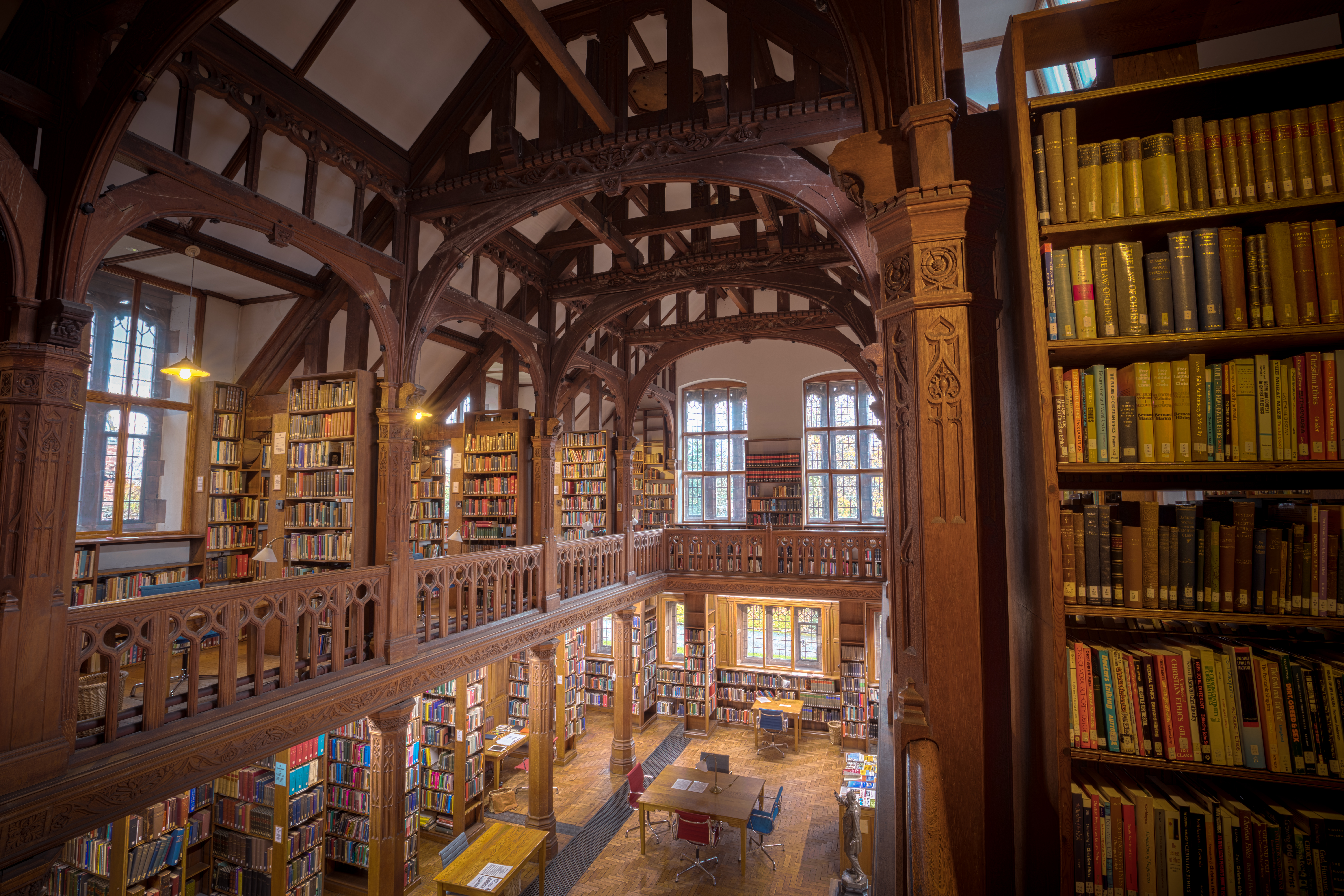
Interiör.

Gladstone's Library, tidigare St Deiniol's Library (kymriska: Llyfrgell Deiniol Sant), är ett bibliotek i Hawarden i Wales i Storbritannien grundat av politikern William Ewart Gladstone.
År 1895 skänkte Gladstone stora delar av sin  privata boksamling   samt 40 000 pund för inredning och drift av biblioteket. Med hjälp av sin dotter och sin betjänt transporterade han 32 000 böcker från sitt hem på Hawarden Castle till biblioteket och placerade dem i bokhyllor efter sitt eget system.
Biblioteksbyggnaden, som finansierades genom en insamling efter Gladstones död, ritades av arkitekten John Douglas. Byggnaden invigdes officiellt den 14 oktober 1902 av Earl John Spencer som ett minnesmärke över Gladstone. Familjen Gladstone finansierade en tillbyggnad med rum för övernattande gäster som invigdes den 29 juni 1906.
Samlingarna består av 150 000 bocker och tidskrifter och tillbyggnaden har   26 rum som hyrs ut till övernattande gäster.